# USS Canberra (CA-70)
El USS Canberra (CA-70) de la Armada de los Estados Unidos fue un crucero pesado de la clase Baltimore. Fue puesto en gradas en 1941, botado en abril de 1943 y asignado en octubre de 1943. Fue de baja en 1947 y convertido en crucero de misiles guiados (de la clase Boston). Regresó a comisión de 1956 a 1970.
Originalmente ordenado como USS Pittsburgh, su nombre cambió a USS Canberra en honor al crucero australiano HMAS Canberra perdido en la batalla de la isla de Savo.

## Construcción y características
Construido por Bethlehem Steel de Quincy, Massachusetts, fue puesto en gradas el 3 de septiembre de 1941, botado el 19 de abril de 1943 y asignado el 14 de octubre del mismo año.

## Servicio
Asignado en octubre de 1943. Finalizada la guerra, fue de baja en 1947 y convertido en crucero de misiles guiados (CAG-2). Fue descomisionado en 1970 y vendido para su desguace en 1980.